# Odaesan
Odaesan (en coréen : 오대산) est une montagne de la province de Gangwon en Corée du Sud à la jonction des districts de Gangneung, Pyeongchang et Hongcheon. Elle culmine à 1 563 mètres d'altitude dans les monts Taebaek. Le nom Odaesan signifie « montagne des cinq plaines » et fait référence aux cinq hauts plateaux placés entre ses cinq sommets. Le plus grand de ces cinq pics est le Birobong (비로봉). Elle est située au cœur du parc national d'Odaesan fondé en 1975.

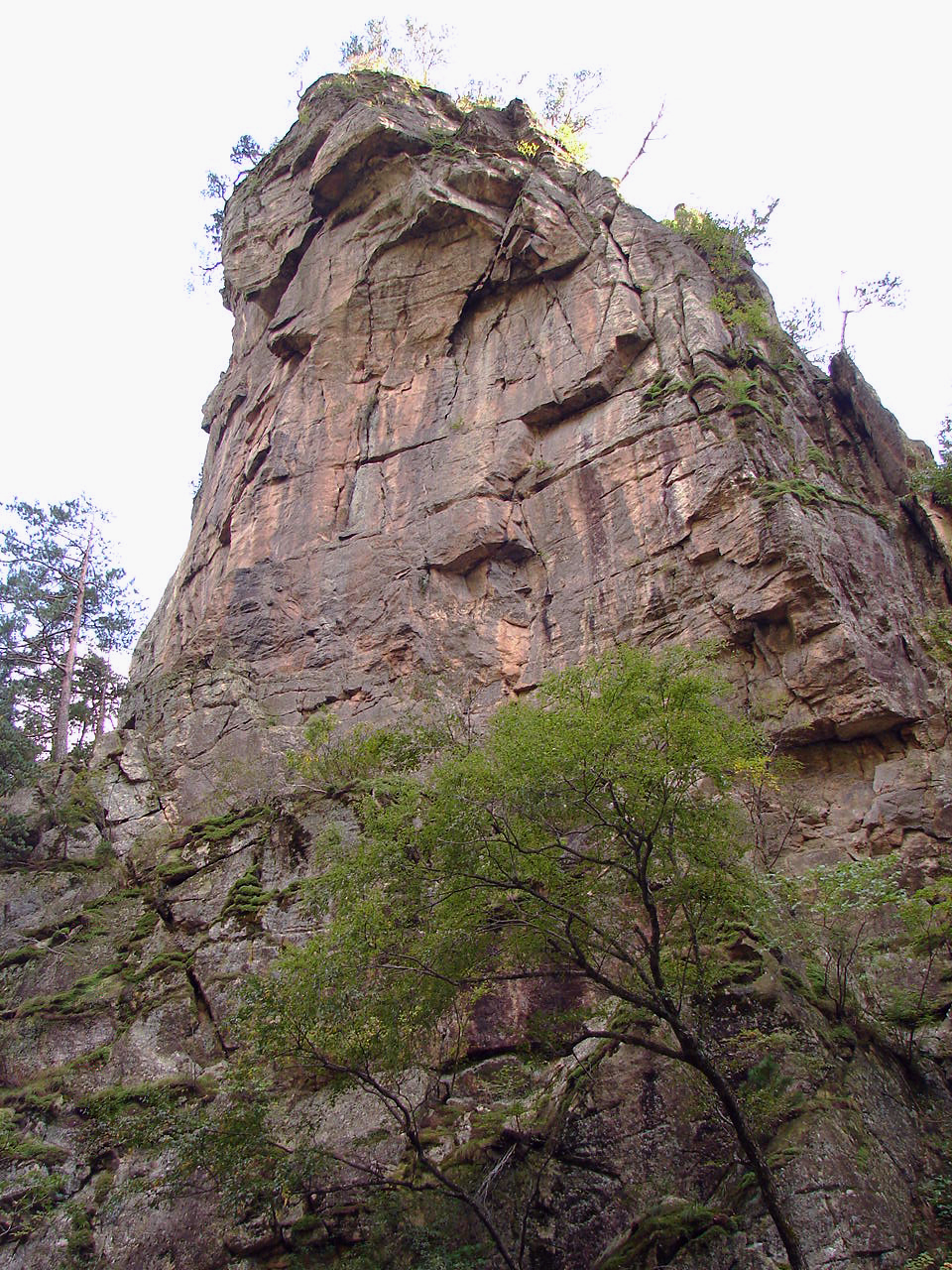
Baekundam

La montagne d'Odaesan abrite un grand nombre de trésors culturels, en particulier les temples bouddhistes de Woljeongsa et Sangwonsa. De plus, depuis 1606 et jusqu'à la colonisation japonaise, une copie des archives royales, les annales de la dynastie Joseon, était stockée dans ce lieu.
Le 20 janvier 2007, la montagne fut le théâtre d'un tremblement de terre de magnitude 4,6, le séisme le plus important de la décennie dans un pays peu sujet à ce genre de catastrophe naturelle.